# Night Watch (film, 1928)
Pour les articles homonymes, voir Night Watch.
Ne doit pas être confondu avec Garde de Nuit.
Pour plus de détails, voir Fiche technique et Distribution.
Night Watch est un film américain réalisé par Alexander Korda, sorti en 1928.

## Synopsis
Le soir du 1er août, le commandant Corlaix, de la Marine française, organise un dîner avec les officiers de son croiseur et sa femme Yvonne. Après le repas, le Lieutenant D'Artelle demande à Yvonne de rester à bord avec lui, et quand Corlaix demande à sa femme de quitter le navire (car il a appris par radio que la guerre a été déclarée), elle se rend dans la cabine de D'Artelle. Plus tard, le croiseur est coulé par une torpille et Corlaix passe en cour martiale pour incompétence. Yvonne vient témoigner et en se compromettant prouve que son mari avait fait son devoir. Corlaix, réalisant qu'Yvonne l'aime, lui pardonne. 

## Fiche technique
- Titre original : Night Watch
- Réalisation : Alexander Korda
- Scénario : Lajos Biró, d'après la pièce In the Night Watch de Michael Morton
- Intertitres : Dwinelle Benthall, Rufus McCosh
- Photographie : Karl Struss
- Montage : George McGuire
- Production : Ned Marin
- Société de production : First National Pictures
- Société de distribution : First National Pictures
- Pays d’origine :  États-Unis
- Langue originale : anglais
- Format : noir et blanc — 35 mm — 1,37:1 — film muet avec des séquences sonorisées
- Genre : drame
- Durée : 72 minutes
- Date de sortie :
  - États-Unis : 9 septembre 1928

## Distribution
- Billie Dove : Yvonne Corlaix
- Paul Lukas : Capitaine Corlaix
- Donald Reed : D'Artelle
- Nicholas Soussanin : Brambourg
- Nicholas Bela : LeDuc
- George Périolat : Fargasson
- William Tooker : Mobrayne
- Gus Partos : Dagorne
- Anita Garvin : Ann